# 3 Juno
Juno /ˈdʒuːnoʊ/ (định danh hành tinh vi hình: 3 Juno)là một tiểu hành tinh ở vành đai tiểu hành tinh. Juno là tiểu hành tinh thứ ba được phát hiện năm 1804 bởi nhà thiên văn học người Đức Karl Ludwig Harding. Nó là tiểu hành tinh lớn thứ 11 và là một trong hai tiểu hành tinh lớn nhất (trong các tiểu hành tinh loại S) cùng với 15 Eunomia. Nó được ước tính chiếm 1% tổng khối lượng vành đai tiểu hành tinh.

## Lịch sử

### Khám phá
Juno được khám phá ra vào ngày 1 tháng 9 năm 1804 bởi Karl Ludwig Harding. Nó là tiểu hành tinh thứ ba được tìm thấy nhưng ban đầu được xem là một hành tinh; nhưng được phân loại lại thành tiểu hành tinh và hành tinh vi hình năm 1850.

### Tên gọi
Tiểu hành tinh này được đặt theo tên nhân vật thần thoại Juno, nữ thần La Mã tối cao. Dạng tính từ là Junonian (jūnōnius).
Với các ngoại lệ, "Juno" là tên quốc tế, nhưng vẫn có thể viết theo ngôn ngữ địa phương như Giunone trong tiếng Ý, tiếng Pháp là Junon, hay tiếng Nga là Yunona,.v.v. Biểu tượng tiểu hành tinh của Juno là ③. Một số biểu tượng cũ vẫn thỉnh thoảng xuất hiện, như ⚵ ().

## Đặc điểm
Juno là một tiểu hành tinh khá lớn, có lẽ chiếm một phần mười kích thước và khoảng 1% tổng khối lượng vành đai tiểu hành tinh. Đây là tiểu hành tinh kiểu S lớn thứ hai sau 15 Eunomia. Dù vậy, Juno chỉ bằng 3% khối lượng Ceres.
Quỹ đạo của Juno là 4,36578 năm.

So sánh 10 tiểu hành tinh đầu tiên được phát hiện với Mặt Trăng của Trái Đất. Juno nằm thứ ba từ trái qua.

Trong số các tiểu hành tinh kiểu S, Juno phản chiếu ánh sáng bất thường, có thể là một dấu hiệu của các đặc tính bề mặt khác biệt. Trung bình albedo cao giải thích mức độ cấp sao biểu kiến tương đối cao của một vật thể nhỏ trong vành đai tiểu hành tinh như Juno. Juno có thể có cấp sao biểu kiến đạt +7,5, ở phần nhìn thấy được, sáng hơn cả Sao Hải Vương hoặc Titan, và cung là lý do nó được phát hiện trước các tiểu hành tinh lớn hơn Hygiea, Europa, Davida, Interamnia. Tuy nhiên, khi xung đối, đô sáng của nó chỉ ở mức +8,7—chỉ có thể nhìn thấy bằng ống nhòm - và ở độ giãn dài nhỏ hơn kính viễn vọng 3 inch (76 mm). Nó là tiểu hành tinh chính trong cụm Juno.
| 1  | Sao Thủy        |
| 2  | Sao Kim         |
| 3  | Trái Đất        |
| 4  | Sao Hỏa         |
| 5  | Vesta           |
| 6  | Juno            |
| 7  | Ceres           |
| 8  | Pallas          |
| 9  | Sao Mộc         |
| 10 | Sao Thổ         |
| 11 | Sao Thiên Vương |

Juno ban đầu được xem là một hành tinh, giống với 1 Ceres, 2 Pallas và 4 Vesta. Năm 1811, Johann Hieronymus Schröter ước tính đường kính của Juno lên tới 2290 km. Về sau, cả bốn đã được phân loại lại thành tiểu hành tinh sau khi các tiêu hành tinh khác được phát hiện ra. Kích thước nhỏ và hình dạng bất thường đã khiến cho Juno không được xem là hành tinh lùn.
Juno có khoảng cách gần Mặt Trời hơn so với Ceres hay Pallas. Quỹ đạo của nó nghiêng vừa phải khoảng 12° theo hình elip, nhưng có độ lệch tâm lớn, lớn hơn so với Sao Diêm Vương. Độ lệch tâm này làm cho Juno gần Mặt Trời hon ở điểm cận nhật so với Vesta và ngược lại ở điểm viễn nhật so với Pallas. Juno có quỹ đạo kỳ dị nhất trong các vật thể đã biết cho đến khi 33 Polyhymnia được phát hiện năm 1854, cũng như trong các tiểu hành tinh hơn 200 km chỉ có 324 Bamberga có quỹ đạo kỳ dị hơn.
Juno chuyển động nghịch hành với độ nghiêng trục khoảng 50°. Nhiệt độ tối đa trên bề mặt trực tiếp đối mặt với Mặt Trời được đo khoảng 295 K vào ngày 2 tháng 10 năm 2001. Juno ở điểm viễn nhật khi đo nhiệt độ trên, nhiệt độ tối đa được ước tính là 301 K (+28 °C) tại điểm cận nhật.
Nghiên cứu quang phổ cho thấy bề mặt Juno có thể chứa chondrit, một loại vẫn thạch phổ biến gồm các silicat chứa sắt như olivin và pyroxene. Hình ảnh hồng ngoại tiết lộ Juno có một miệng núi lửa rộng khoảng 100 km, là kết quả của một tác động địa chất trẻ.

## Quan sát
Juno là tiểu hành tinh đầu tiên dược quan sát khi bị che khuất. Nó đã đi qua một ngôi sao lờ mờ (SAO 112328) vào ngày 19 tháng 2 năm 1958. Kể từ đó, một số lần che khuất của Juno đã được nhìn thấy, như lần che khuất của SAO 115946 vào ngày 11 tháng 12 năm 1979, được quan sát bởi 18 đài thiên văn. Juno đã di qua PPMX 9823370 vào ngày 29 tháng 7 năm 2013, và 2UCAC 30446947 vào ngày 30 tháng 7 năm 2013.
Tín hiệu vô tuyến của các tàu vũ trụ trong quỹ đạo Sao Hỏa được sử dụng để ước tính khối lượng của Juno từ những nhiễu loạn nhỏ gây ra bởi Juno khi chuyển động quanh Sao Hỏa. Quỹ đạo của Juno dường như đã thay đổi đôi chút vào năm 1839, rất có thể là do sự nhiễu loạn từ một tiểu hành tinh đi qua chưa xác định.
Năm 1996, hình ảnh Juno được chụp bởi Kính Thiên văn Hooker tại Đài Quan sát Núi Wilson ở các bước sóng nhìn thấy được và gần-IR, sử dụng quang học thích ứng. Các hình ảnh trong thời gian gần đây cho thấy nó có hình dạng bất thường và bề mặt tối, được hiểu là có sự tác động mới.
| Juno được nhìn thấy bởi bốn bước sóng với một miệng núi lửa lớn ở phần tối. (Kính thiên văn Hooker, 2003) | Ảnh động Juno di chuyển qua các ngôi sao. | Star field Juno trong khoảng thời gian xung đối năm 2009. | ALMA · Video về Juno của ALMA |

## Xung đối
Juno đạt khoảng cách xung đối với Mặt Trời trong 15,5 tháng hoặc hơn, với khoảng cách tối thiểu của nó thay đổi rất nhiều tùy thuộc nó có nằm ở điểm cận nhật hoặc viễn nhật hay không. Các chuỗi xung đối diễn ra với chu kỳ 13 năm một lần. Sự xung đối gần đây nhất là vào ngày 1 tháng 12 năm 2005, ở khoảng cách 1,063 AU, cường độ 7,55, và lần tiếp theo sẽ là ngày 17 tháng 11 năm 2018, với khoảng cách tối thiểu là 1,036 AU, cường độ 7,45. Lần xung đối sau đó sẽ diễn ra vào ngày 30 tháng 10 năm 2031, ở khoảng cách 1,044 AU, cường độ 7,42.

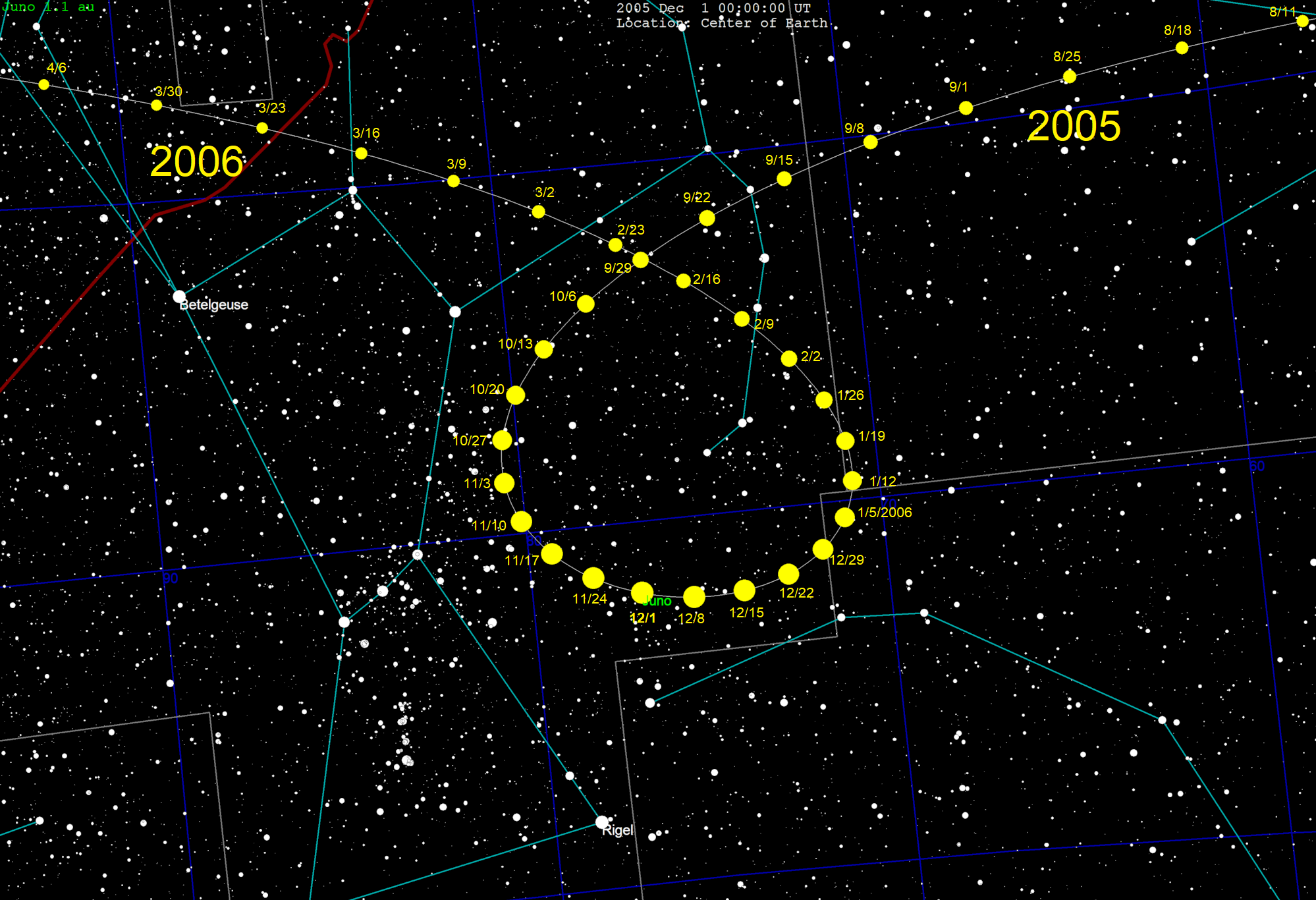
1 tháng 12 năm 2005
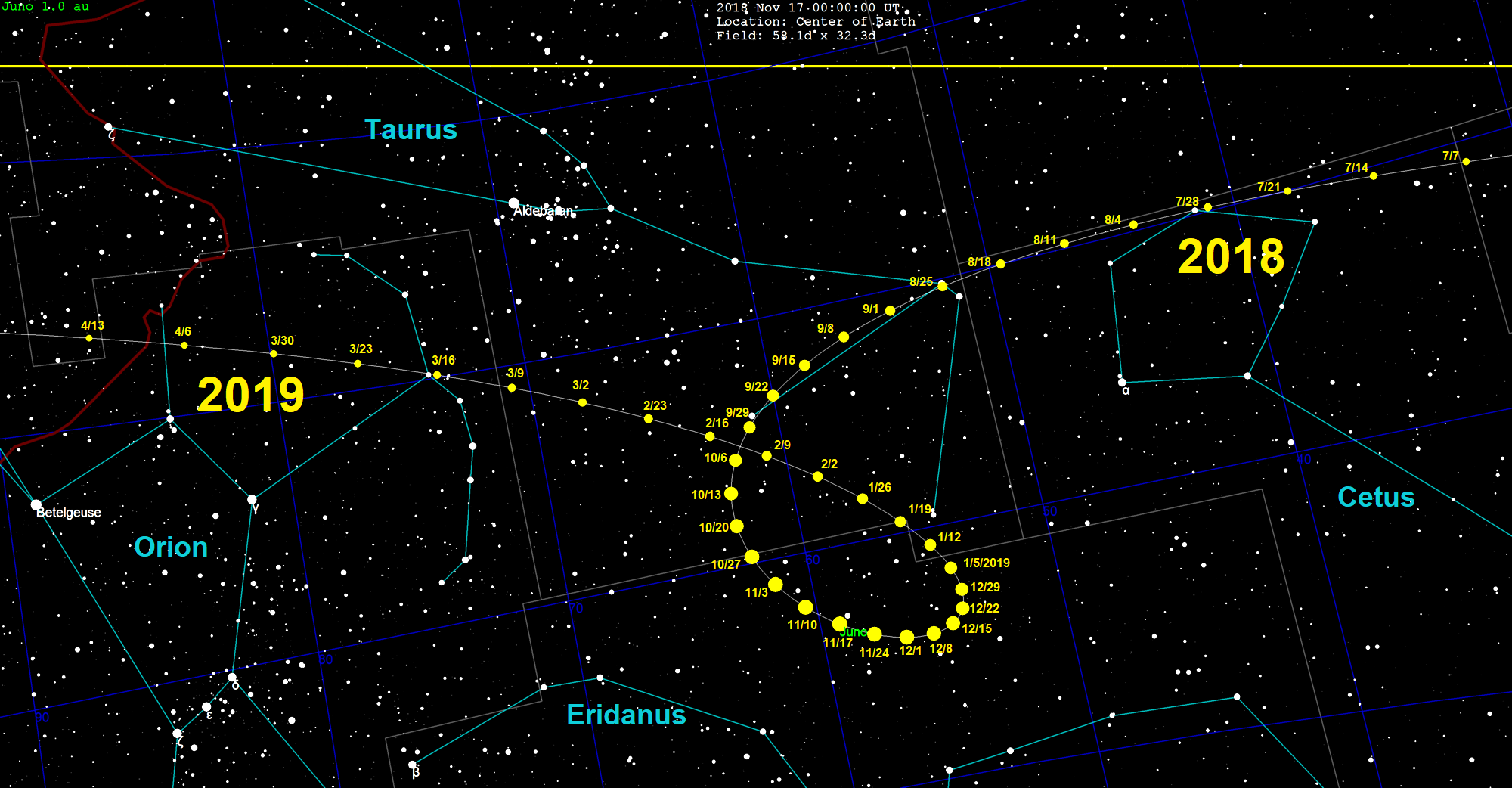
16 tháng 11 năm 2018